# Shishankou Shuiku
Shishankou Shuiku (kinesiska: 石山口水库) är en reservoar i Kina. Den ligger i provinsen Henan, i den centrala delen av landet, omkring 310 kilometer söder om provinshuvudstaden Zhengzhou. Shishankou Shuiku ligger 72 meter över havet. Arean är 10,5 kvadratkilometer. Trakten runt Shishankou Shuiku består till största delen av jordbruksmark. Den sträcker sig 5,2 kilometer i nord-sydlig riktning, och 4,9 kilometer i öst-västlig riktning.
Genomsnittlig årsnederbörd är 1 291 millimeter. Den regnigaste månaden är juli, med i genomsnitt 222 mm nederbörd, och den torraste är december, med 25 mm nederbörd.